# وولف روديغر هيس
وولف روديغر هيس (بالألمانية: Wolf Rüdiger Heß)‏ هو مهندس معماري ألماني، ولد في 18 نوفمبر 1937 في ميونخ في ألمانيا، وتوفي بنفس المكان في 24 أكتوبر 2001.